# Manfred Weber

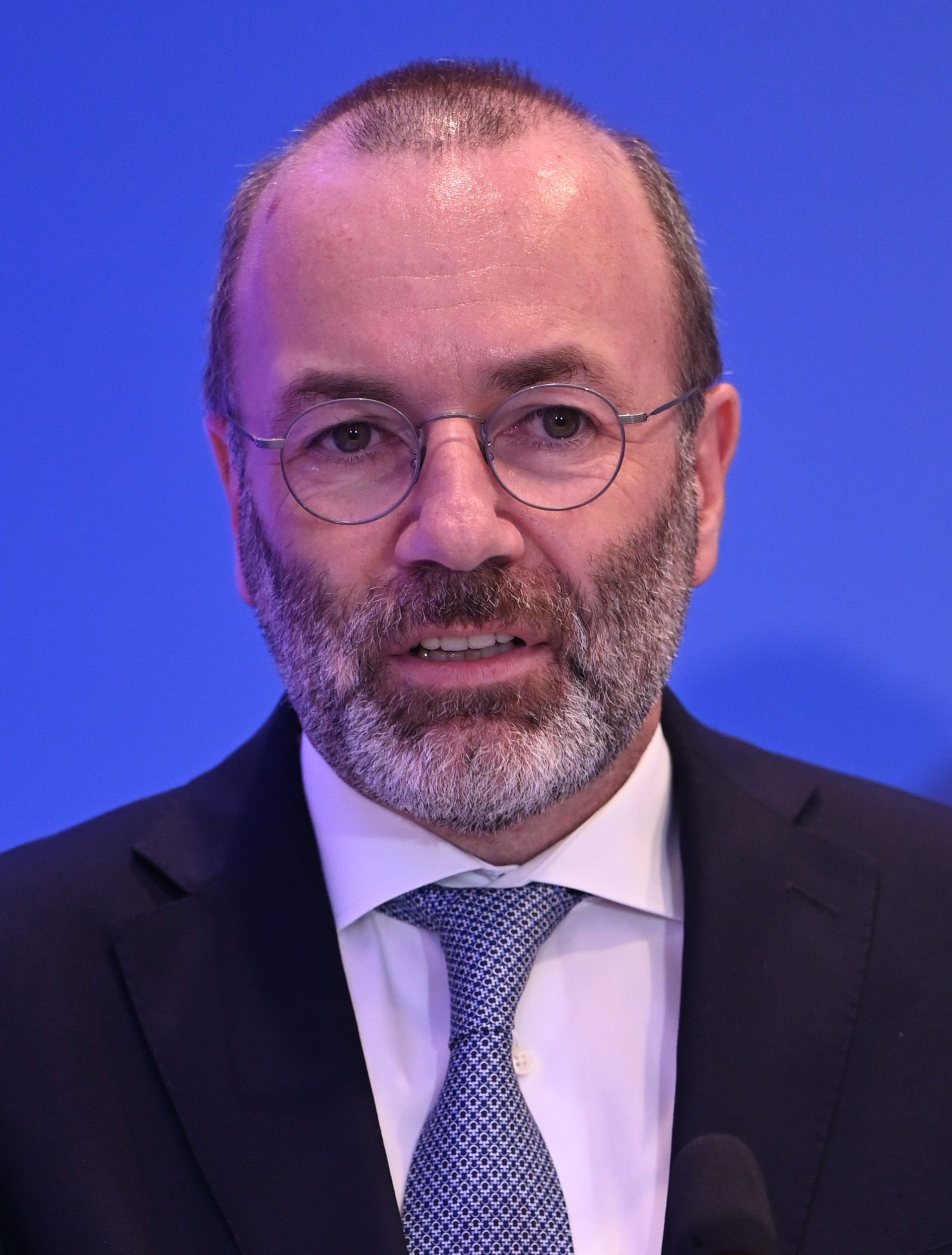
Manfred Weber (2025)

Manfred Weber (* 14. Juli 1972 in Niederhatzkofen) ist ein deutscher Politiker der CSU bzw. EVP. Er ist Partei- und Fraktionsvorsitzender der EVP. Dem Europäischen Parlament gehört er seit 2004 an; bei der Europawahl 2019 trat er als Spitzenkandidat seiner Partei an. Seit 2015 ist er stellvertretender Parteivorsitzender der CSU.
Weber gehörte von 2002 bis 2004 dem Bayerischen Landtag an und war von 2003 bis 2007 Landesvorsitzender der Jungen Union Bayern. Von 2008 bis 2014 war er Bezirksvorsitzender der CSU Niederbayern. Zudem leitete Weber von 2009 bis 2014 die CSU-Grundsatzkommission.

## Leben

### Ausbildung und Beruf
Nach dem Erwerb der Fachhochschulreife leistete Manfred Weber Wehrdienst in Neuburg an der Donau. Im Anschluss absolvierte er ein Studium zum Ingenieur der Physikalischen Technik an der Fachhochschule München. Nach Studienende gründete er 1996 die DG Beratung GmbH consultants und 1998 die G+U GbR. Beide Unternehmen sind im Bereich des Umwelt- und Qualitätsmanagements und der Arbeitssicherheit tätig.

### Politischer Werdegang
2002 zog Weber in den Kreistag des Landkreises Kelheim ein und wurde Mitglied des Bayerischen Landtags. Nach der Europawahl 2004 wechselte er ins Europäische Parlament.

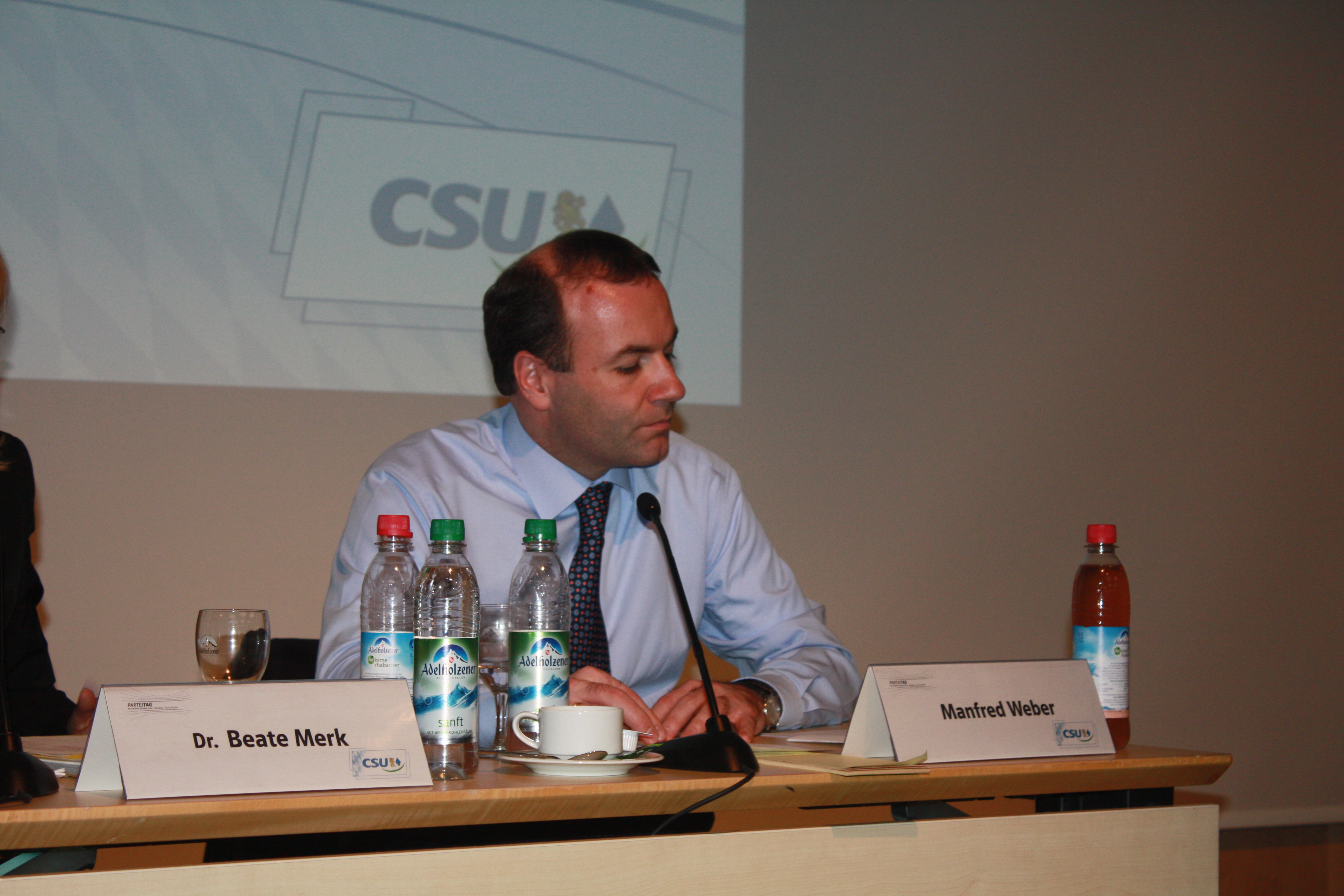
Weber leitet ein Forum auf dem CSU-Parteitag (2014)

Zwischen 2003 und 2007 war Weber Landesvorsitzender der Jungen Union Bayern. Am 19. Januar 2008 wurde er mit 97 Prozent der Delegiertenstimmen zum Bezirksvorsitzenden der CSU Niederbayern und damit zum Nachfolger des früheren CSU-Parteivorsitzenden und Bayerischen Finanzministers Erwin Huber gewählt. In den Jahren 2009, 2011 und 2013 wurde Weber mit jeweils 99 Prozent der Stimmen als Bezirksvorsitzender bestätigt.
Weber ist Mitglied im CSU-Präsidium, dem engsten Führungszirkel der CSU, und im CSU-Parteivorstand.
Im Juli 2009 wurde Weber zu einem der zehn stellvertretenden Fraktionsvorsitzenden der Europäischen Volkspartei (EVP) im Europäischen Parlament (EP) gewählt.
Im EP ist Weber stellvertretendes Mitglied im Ausschuss für konstitutionelle Fragen. Er war in der Periode 2009 bis 2014 Mitglied im Ausschuss für konstitutionelle Fragen und in der Delegation für die Beziehungen zu Indien. Als Stellvertreter war er im Ausschuss für regionale Entwicklung, im Ausschuss für bürgerliche Freiheiten, Justiz und Inneres, im Unterausschuss Menschenrechte sowie in der Delegation im Gemischten Parlamentarischen Ausschuss EU-Türkei und in der Delegation für die Beziehungen zu den Ländern der Andengemeinschaft.
Von 2007 bis 2009 war Weber als EVP-ED-Koordinator im Innenausschuss gleichzeitig innenpolitischer Sprecher der EVP-Gesamtfraktion. Von 2009 bis 2014 leitete Weber als Vorsitzender die CSU-Grundsatzkommission. Vor ihm hatten dieses Amt Alois Glück, Edmund Stoiber und Theodor Waigel inne.
Am 4. Juni 2014 wurde er, nach der Europawahl, mit 190 von 192 Stimmen zum ersten Mal zum Vorsitzenden der Fraktion der EVP gewählt. 2022 wurde Weber auch zum Parteivorsitzenden der EVP gewählt. Nach der Europawahl 2024 wurde er am 19. Juni 2024 zum vierten Mal als EVP-Fraktionsvorsitzender wiedergewählt.

#### Spitzenkandidaturen bei Europawahlen

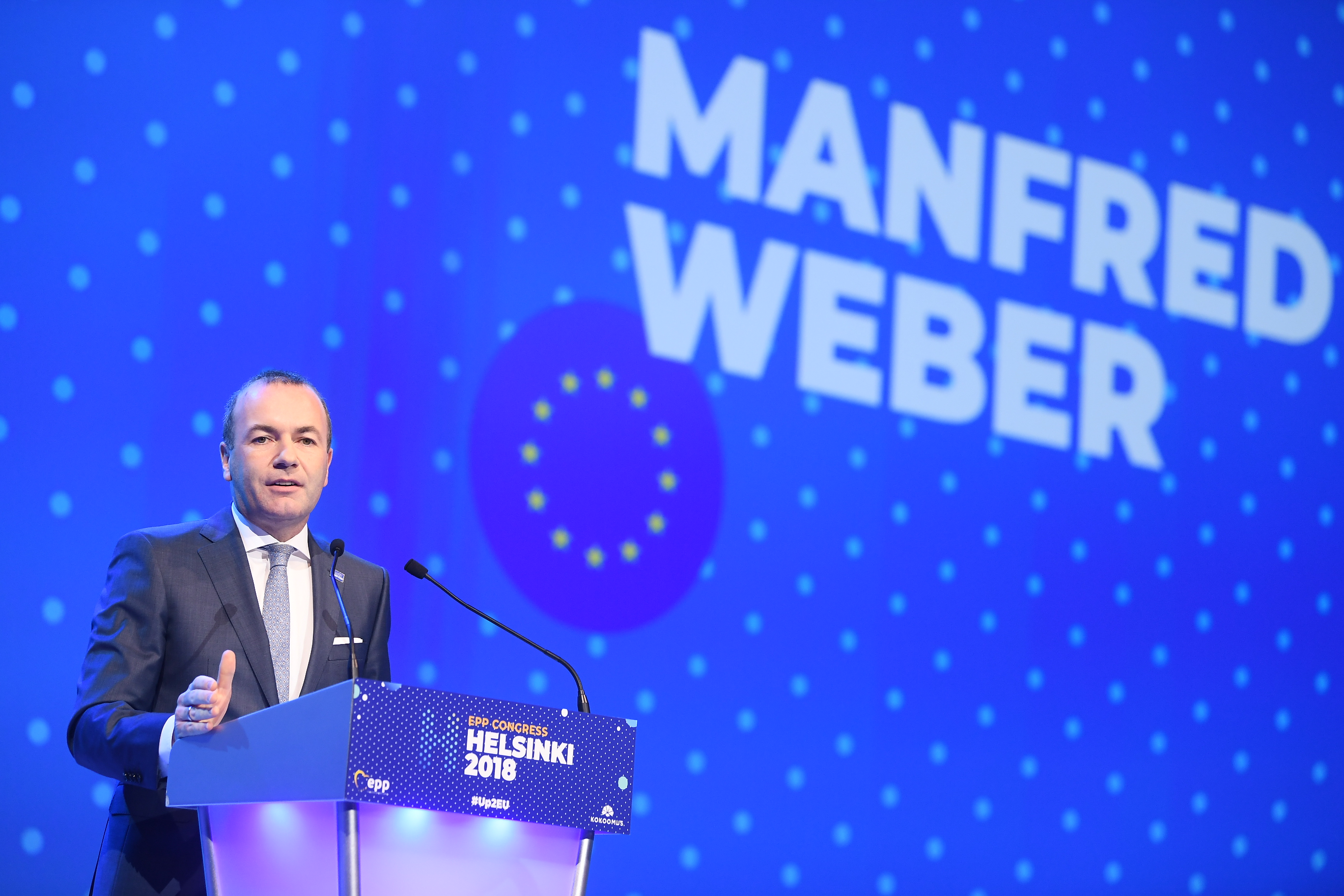
Manfred Weber auf dem Parteitag der EVP im November 2018 in Helsinki, auf dem er zum Spitzenkandidaten der Europapartei für die Europawahl 2019 gewählt wurde

Im September 2018 gab Weber bekannt, bei der Europawahl 2019 als Spitzenkandidat der EVP antreten und somit entlang des Spitzenkandidatenprinzips auch für das Amt des Kommissionspräsidenten kandidieren zu wollen. Bei einem Kongress der EVP wurde Weber am 8. November 2018 mit 79,2 Prozent der Stimmen offiziell zum EVP-Spitzenkandidaten gewählt und setzte sich dabei gegen den weiteren Kandidaten Alexander Stubb durch.
Weber legte das Mandat des Spitzenkandidaten am 2. Juli 2019 nieder und gab damit auch seine Bereitschaft zur Übernahme des Amtes des Kommissionspräsidenten auf. Kurz danach nominierte der Europäische Rat Ursula von der Leyen für das Amt der Präsidentin der Europäischen Kommission.
Weber war Spitzenkandidat der CSU für die Europawahl 2024 und zog erneut ins Europäische Parlament ein.

### Sonstiges Engagement
Weber ist stellvertretender Vorsitzender der Paneuropa-Union Bayern und Mitglied der Europa-Union Parlamentariergruppe Europäisches Parlament sowie des Zentralkomitees der deutschen Katholiken. In seiner Jugend engagierte er sich in der Katholischen Landjugendbewegung (KLJB).

### Privates
Manfred Weber ist römisch-katholisch, verheiratet und wohnt in Wildenberg im Landkreis Kelheim.

## Politische Positionen und Kontroversen

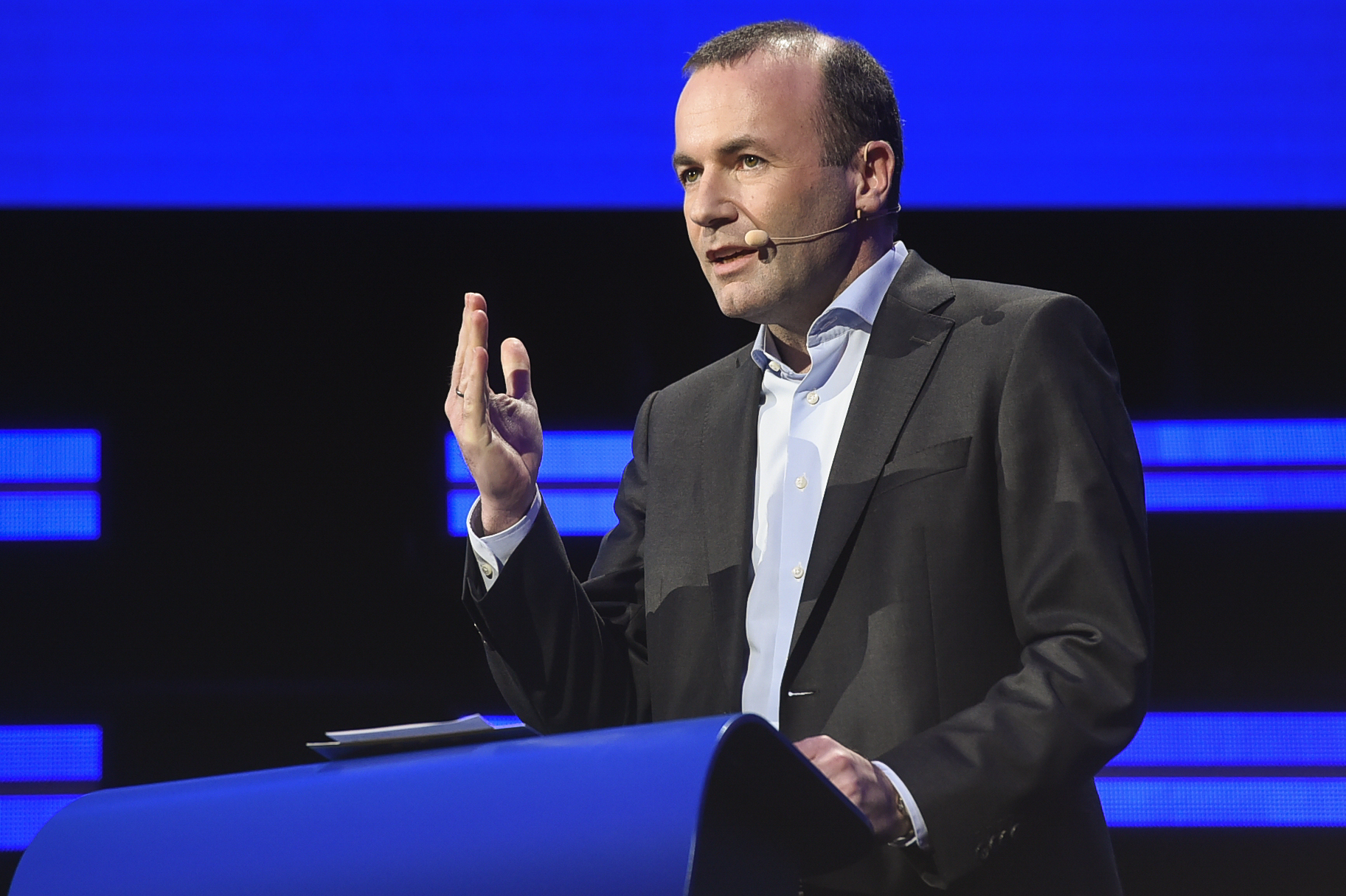
Manfred Weber bei einer Debatte (2019)

Weber tritt für eine offensive und positive Europapolitik der CSU ein und wurde im Jahr 2009 vom Spiegel als einer der Kronprinzen seiner Partei bezeichnet. Nach dem Rücktritt von Bundesverteidigungsminister Karl-Theodor zu Guttenberg wurde er, neben Ilse Aigner, in der Presse erneut in diesem Zusammenhang thematisiert. Nach Horst Seehofers Rückzug aufgrund des schlechten Ergebnisses bei der Landtagswahl 2018 galt Weber aufgrund des zurückhaltenden Verhaltens von Ministerpräsident Söder, der das Amt nach eigener Aussage nicht anstrebte, als potentieller Kandidat für den Parteivorsitz. Weber verzichtete jedoch mit Hinweis auf seine Kandidatur für das Amt des Europäischen Kommissionspräsidenten.
Weber gilt als wertkonservativ. Er forderte nach der Bundestagswahl 2009, aus der eine Koalition aus Union und FDP resultierte, eine christlich-konservative und liberale Erneuerung: „Wir müssen zurück zu Glaubwürdigkeit und Verlässlichkeit finden. Und wir müssen auf Basis unserer Grundsätze unser Profil schärfen. Das heißt für mich: Zurück zu den Wurzeln, zu den Tugenden, die die CSU über 60 Jahre stark gemacht haben.“
Innerhalb seiner Partei setzt sich Manfred Weber dafür ein, Europapolitik nicht nur negativ wahrzunehmen, sondern sie aktiv in Brüssel mitzugestalten. Der damalige bayerische Ministerpräsident Horst Seehofer bezeichnete Weber 2014 nach dessen Wahl zum EVP-Fraktionsvorsitzenden als jemanden, der nun „in die Fußstapfen der großen CSU-Europäer“ trete. Aufgrund seiner Kandidatur für das Amt des Kommissionspräsidenten führte die CSU 2019 erstmals in 40 Jahren bei einer Europawahl einen gemeinsamen und dezidiert proeuropäischen Wahlkampf mit der CDU unter einem gemeinsamen Spitzenkandidaten, nachdem bis 2014 immer europakritische Schwerpunkte und eine Distanzierung von der europafreundlichen CDU-Kampagne überwogen hatten.
Weber benutzt im Parlament und bei öffentlichen Auftritten außerhalb Deutschlands für gewöhnlich nicht seine deutsche Muttersprache, sondern bedient sich konsequent der englischen Sprache.

### Finanzielle Förderung von Parteien
Der WELT gegenüber erklärte Weber Ende März 2019: „Europäische Parteien, deren Ziel es ist, die Europäische Union zu zerstören, wie die Rechtsradikalen von Le Pen oder auch weite Teile der AfD, sollten künftig kein Geld mehr erhalten aus europäischen Töpfen.“ Weiter sagte er der WELT, dass es selbstverständlich erlaubt sei, Europa zu kritisieren, dabei solle jede Partei ihre eigenen Vorstellungen über die Zukunft Europas auf den Tisch legen dürfen. Aber es gäbe keine Institution auf der Welt, die so naiv sei, ihre eigenen Gegner zu finanzieren. Diese europafeindlichen Parteien würden mit den EU-Geldern der Steuerzahler Wahlkämpfe, Aktionen und Plakate bezahlen, deren Ziel es ist, die EU abzuschaffen.

### Beitrittsverhandlungen mit der Türkei
Laut Weber könne die Türkei kein Mitglied der Europäischen Union werden. Das Land entferne sich immer mehr von europäischen Werten. Er möchte daher, dass die EU die Beitrittsverhandlungen mit der Türkei beendet.

### Ablehnung von Antidiskriminierungsrichtlinie
Weber sprach sich 2009 klar gegen eine Verschärfung der Antidiskriminierungsrichtlinie der EU aus, denn durch diese drohe „ein massiver Eingriff in die Nationalstaatlichkeit“ und zusätzlicher bürokratischer Aufwand.

### SWIFT-Abkommen
Im November 2009, kurz vor Inkrafttreten des Lissabon-Vertrags, der dem Europäischen Parlament eine dem Rat der Europäischen Union gleichgestellte Rolle im Gesetzgebungsprozess zubilligt, verhandelte der Rat mit den USA über ein Abkommen zur Weitergabe europäischer Bankdaten an die USA („SWIFT-Abkommen“). Manfred Weber setzte sich in diesem Zusammenhang für eine Einbeziehung des Parlaments in den Entscheidungsprozess ein und kritisierte das vom Rat gewählte Verfahren als inakzeptabel.
Weber forderte in diesem Zusammenhang ein eigenes System zur Auswertung von Bankdaten der Verbraucher in Europa: „Kernpunkte für die EVP-Fraktion sind eine eng begrenzte Speicherdauer von Daten und die Information der Betroffenen.“

### Netzpolitik und NSA-Affäre
Weber ist ein Befürworter der Vorratsdatenspeicherung und eines Klarnamenszwangs. Die Anschläge in Norwegen vom Juli 2011 nahm er zum Anlass, um neben deren Einführung auch die Löschung extremistischer Webseiten zu fordern: extremistische Webseiten müssten „europaweit gebannt werden“.
Im April 2013 übergab der Whistleblower Edward Snowden mehreren Medien Dokumente, die die Überwachungs- und Spionageaffäre 2013 ins Rollen brachten. Kurz nach der Bundestagswahl 2013 wurde bekannt, dass die NSA auch Bundeskanzlerin Angela Merkel und über 30 andere Staats- und Regierungschefs abhört(e). Dies war auch Thema der Koalitionsgespräche zwischen Union (CDU und CSU) und SPD. In der Union wurden Stimmen laut, spürbare Konsequenzen aus der NSA-Affäre zu ziehen. Weber machte sich dafür stark, den Safe-Harbor-Pakt zwischen der EU und den USA zu kündigen.

### Kostenfreies Interrailticket für junge Menschen
Als Vorsitzender der EVP-Fraktion im Europäischen Parlament profilierte sich Weber mit der Forderung, dass allen EU-Bürgern zum 18. Geburtstag ein kostenfreies Interrailticket geschenkt werden soll. Die Kosten in Höhe von etwa 2,3 Milliarden Euro pro Jahr sollen den Transportunternehmen aus Steuermitteln erstattet werden, denn: „Es geht auch darum, die Menschen zusammenzubringen. Wir müssen dafür sorgen, dass Europa die jungen Leute wieder begeistert“.

### Klimaschutz
Weber lehnt eine CO2-Steuer ab. Er setze auf technologische Lösungen. Eine CO2-Steuer würde unter anderem die Preise fürs Autofahren und Heizen erhöhen. Das müssten vor allem die bezahlen, „die zu den Schwächeren in der Gesellschaft gehören“. Er wolle nicht regulieren, wie oft man fliegen dürfe, sondern, dass Airbus einen Flieger baut, der kein CO2 mehr ausstößt.

### Europäische Flüchtlingsfrage
Im Jahr 2008 war Weber Berichterstatter für die vom Europäischen Parlament verabschiedete Richtlinie 2008/115/EG (Rückführungsrichtlinie), die die Rückführung illegal aufhältiger Drittstaatsangehöriger aus dem Europäischen Wirtschaftsraum regelt.
Am 5. Januar 2018 sagte Weber bei der jährlichen CSU-Klausur im Kloster Seeon, 2018 sei das Jahr für die „finale Lösung der Flüchtlingsfrage“ auf EU-Ebene. Diese Lösung sei nur mit dem ungarischen Ministerpräsidenten Viktor Orbán zu erreichen, der zu Gast war. Webers Wortwahl wurde wegen ihres Anklangs an die Sprache des Nationalsozialismus – „Endlösung der Judenfrage“ – kritisiert.
Weber schlägt „ein umfassendes Resettlement-Programm“ vor. Die EU müsse Flüchtlinge aufnehmen und ihnen Schutz bieten, wenn sie etwa vor einem Bürgerkrieg fliehen müssten, jedoch müsse die illegale Migration nach Europa „mit aller Härte bekämpft werden“.

### Rechtsstaatsverfahren gegen die ungarische Regierung
Im Juli 2013 veröffentlichte der Ausschuss für bürgerliche Freiheiten, Justiz und Inneres des Europaparlaments den Tavares-Bericht, der die Erosion der Grundrechte in Ungarn kritisiert. Genauso wie die EVP wies Weber den Tavares-Bericht zurück und bezeichnete ihn als politisch motivierten Angriff auf die Regierung des ungarischen Premierministers Viktor Orbán, dessen Partei Fidesz der EVP-Fraktion angehört.
Am 12. September 2018 billigte Weber jedoch den Sargentini-Bericht des Europaparlaments, in dem der EU-Rat aufgefordert wird, wegen Verletzung der Grundwerte der Europäischen Union gemäß Artikel 7 des EU-Vertrags ein Rechtsstaatsverfahren gegen die ungarische Regierung einzuleiten. In seiner Funktion als Fraktionsführer der EVP gelang es Weber jedoch nicht, seine Fraktion auf einen gemeinsamen Standpunkt zu einigen: 115 Mitglieder der Fraktion stimmten dem Sargentini-Bericht zu, 57 stimmten dagegen, 28 enthielten sich und 20 blieben der Abstimmung schlichtweg fern.
Im Vorfeld der Europawahl 2019 gelang es Weber nicht, Orbán von einer verleumderischen Plakatkampagne gegen den Präsidenten der Europäischen Kommission Jean-Claude Juncker und Milliardär George Soros abzuhalten. Schließlich setzte die EVP am 20. März 2019 die Mitgliedschaft von Orbans Partei Fidesz aus.

### EU-Urheberrechtsreform und Kontroverse um Abstimmungsvorverlegung
Weber befürwortete den kontrovers diskutierten Entwurf der Richtlinie (EU) 2019/790, welcher nach Meinung von Kritikern Upload-Filter (Artikel 13) und ein EU-weites Leistungsschutzrecht für Presseverleger (Artikel 11) enthält. Gegen die EU-Urheberrechtsreform protestierten u. a. zahlreiche Wissenschaftler, Internet-Pioniere, Bürgerrechtsorganisationen, Wirtschaftsverbände, Internet-Experten aller Parteien (darunter auch die Digitalpolitiker der CDU/CSU) und rund 5 Millionen Unterzeichner einer nichtoffiziellen Online-Petition.
Die finale Abstimmung über die Reform im EU-Parlament war am 26. März 2019. Kritiker der Reform kündigten daher für den 23. März 2019 Demonstrationen in verschiedenen europäischen Städten an. Anfang März wurde bekannt, dass die EVP-Fraktion mit Weber als deren Vorsitzenden überraschend und entgegen den Gepflogenheiten im Parlament vorhabe, die Abstimmung bereits auf den 12. März 2019 vorzuverlegen. Damit wolle Weber laut Einschätzung von Journalisten geplanten Protesten zuvorkommen. Abgeordnete des Parlaments bezeichneten diesen Vorgang als „undemokratisches Verhalten“. Dies sei „ein Schlag ins Gesicht aller, die am 23. März demonstrieren wollten“. Bürgerrechts- und Netzorganisationen sehen den Schritt als „demokratieschädigend“ an und als „katastrophales Signal an alle, die sich demokratisch engagieren wollen“. Infolgedessen wurde in ganz Deutschland zu spontanen Demonstrationen vor den Parteizentralen der CDU und CSU aufgerufen, bei denen sich bis zu 7.500 Menschen beteiligten. Daraufhin wurde das Vorhaben aufgegeben, die Abstimmung vorzuverlegen.

### Ablehnung von Nord Stream 2
Als Vorsitzender der EVP-Fraktion erklärte Weber im September 2017, man müsse Nord Stream 2 beenden. Im März 2019 stellte er in einem Interview mit der polnischen Ausgabe der Newsweek in Aussicht, „alles“ zu tun, „um North Stream 2 zu stoppen“. Wenige Tage darauf sagte er in einem Interview mit dem deutschen Nachrichtenmagazin Focus, er sei „der Meinung, dass das Nord-Stream-2-Projekt gestoppt werden sollte“. Er verwies dabei auf die Sanktionen gegen Russland und sagte, dass die Pipeline zum Transport von russischem Erdgas „ein politisches und kein wirtschaftliches Projekt“ sei.

### Ablehnung des EU-Naturwiederherstellungsgesetzes
2023 arbeitete Weber daran, das von der EU-Kommission vorgeschlagene Gesetz zur Wiederherstellung der Ökosysteme zu verhindern. Nach Aussagen von EU-Parlamentariern setzte Weber hierzu auch die Abgeordneten der eigenen Fraktion unter Druck und drohte damit, diese von zukünftigen Wahllisten zu streichen. Berichterstatter und Unterhändler wurden übergangen und Entscheidungen von Weber direkt getroffen. Webers Ziel war die Verhinderung der Wiederwahl von Ursula von der Leyen und die Ausrichtung der Fraktion weiter nach rechts.